# Franklin Cale
Franklin Cale, známý také jako Bolo (* 10. května 1983), je jihoafrický fotbalista. V letech 2004 až 2010 a znovu 2013 až 2016 hrál za tým Ajax Cape Town. V letech 2009 až 2012 hrál za Mamelodi Sundowns a následně do roku 2013 za SuperSport United. Počínaje rokem 2009 byl členem jihoafrického národního týmu.